# Sannhet i Blodet
Sannhet i Blodet es una demo de la banda de Death/doom estadounidense-noruega Thorr's Hammer, publicada en abril de 1995.

## Lista de canciones
| N.º | Título          | Duración |  |
| 1.  | «Norge»         | 7:36     |  |
| 2.  | «Troll»         | 4:20     |  |
| 3.  | «Dommedagsnatt» | 8:05     |  |

## Créditos
- Runhild Gammelsæter - Voz
- Greg Anderson - Guitarra eléctrica
- Stephen O'Malley - Guitarra eléctrica
- James Hale - Bajo
- Jamie Sykes - Batería